# Liste der Nummer-eins-Hits in den Cash Box Charts (1979)
Diese Liste enthält alle Nummer-eins-Hits in den amerikanischen Cash Box Charts im Jahr 1979. Es gab in diesem Jahr 22 Nummer-eins-Singles.
| Singles |
| --- |
| - Chic: Le Freak - 7 Wochen (16. Dezember 1978 – 2. Februar 1979) - Rod Stewart: Da Ya Think I’m Sexy - 5 Wochen (3. Februar – 9. März) - Gloria Gaynor: I Will Survive - 1 Woche (10. März – 16. März) - The Bee Gees: Tragedy - 3 Wochen (17. März – 6. April) - The Doobie Brothers: What A Fool Believes - 2 Wochen (7. April – 20. April) - Amii Stewart: Knock On Wood - 1 Woche (21. April – 27. April) - Blondie: Heart Of Glass - 1 Woche (28. April – 4. Mai) - Peaches & Herb: Reunited - 4 Wochen (5. Mai – 1. Juni) - Donna Summer: Hot Stuff - 4 Wochen (2. Juni – 29. Juni) - Anita Ward: Ring My Bell - 3 Wochen (30. Juni – 20. Juli) - Donna Summer: Bad Girls - 3 Wochen (21. Juli – 10. August) - Chic: Good Times - 1 Woche (11. August – 17. August) - The Knack: My Sharona - 6 Wochen (18. August – 28. September) - Robert John: Sad Eyes - 2 Wochen (29. September – 12. Oktober) - Michael Jackson: Don’t Stop ’til You Get Enough - 1 Woche (13. Oktober – 19. Oktober) - The Commodores: Sail On - 1 Woche (20. Oktober – 26. Oktober) - Herb Alpert: Rise - 2 Wochen (27. Oktober – 9. November) - The Eagles: Heartache Tonight - 1 Woche (10. November – 16. November) - The Commodores: Still - 1 Woche (17. November – 23. November) - Styx: Babe - 3 Wochen (24. November – 14. Dezember) - Barbra Streisand & Donna Summer: No More Tears (Enough Is Enough) - 2 Wochen (15. Dezember – 21. Dezember) - Rupert Holmes: Escape (The Piña Colada Song) - 3 Wochen (22. Dezember 1979 – 11. Januar 1980) |